# Polyketonsynthese
Die Polyketonsynthese ist eine durch Palladiumkomplexe katalysierte alternierende Copolymerisation von Ethen und Kohlenstoffmonoxid, die von Eite Drent bei Shell 1984 entwickelt wurde. Die Synthese von Polyketonen war für die chemische Industrie interessant, da die Ausgangsstoffe leicht verfügbar waren und die entstehenden Polyketone eine hohe Kristallinität, einen hohen Schmelzpunkt und eine geringe Löslichkeit in den meisten Lösungsmitteln aufwiesen. Weiterhin steht die Carbonylgruppe für Derivatisierungen zur Verfügung. Daher lassen sich Polyketone als Ausgangspunkt für eine Vielzahl anderer Polymere verwenden und sind unter bestimmten Bedingungen photochemisch und biologisch abbaubar. Durch Zugabe von Wasserstoff lässt sich das Molekulargewicht der Produkte einstellen. Weitere Modifikationen lassen sich durch die partiellen Austausch des Ethens durch α-Olefine erreichen.

## Geschichte

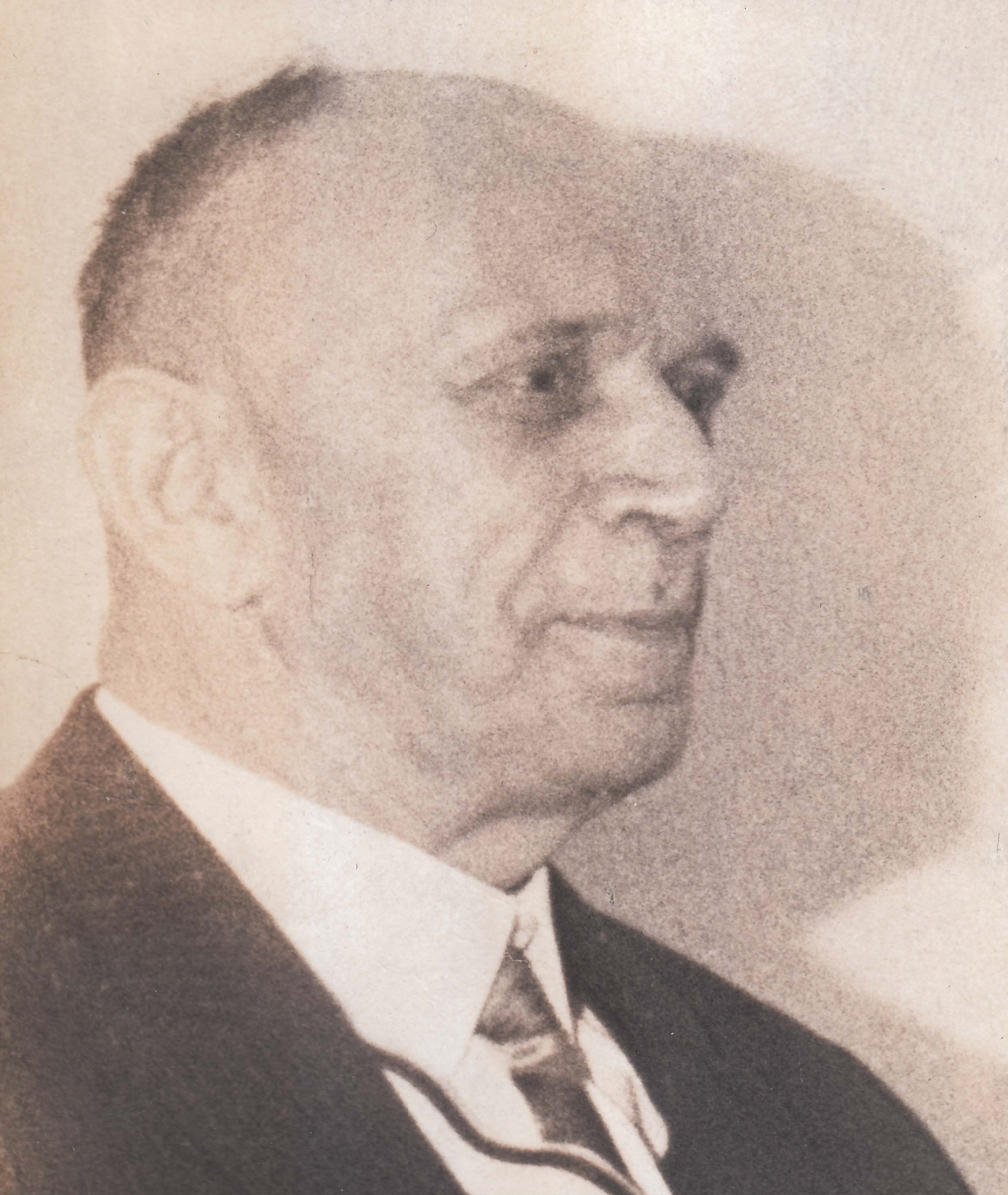
Walter Reppe

Die erste radikalische Copolymerisation von Ethen und Kohlenstoffmonoxid bei Temperaturen von etwa 250 °C und einem Druck von etwa 400 bar wurde 1941 von den Farbenfabriken Bayer patentiert. DuPont patentierte ein ähnliches Verfahren durch M. Brubaker im Jahr 1950. Etwa zur gleichen Zeit erhielt Walter Reppe oligomere Ketone mit niedrigem Schmelzpunkt und alternierenden Ethen-Kohlenstoffmonoxid-Sequenzen in einer nickelkatalysierten Reaktion von Ethen und Kohlenstoffmonoxid, die von BASF patentiert wurde. Die Reaktionsbedingungen waren mit Temperaturen zwischen 100 und 250 °C und Drücken zwischen 100 und 450 bar der radikalischen Reaktion ähnlich.
Die Entwicklung hochselektiver Katalysatoren für die Copolymerisation von Ethen und Kohlenstoffmonoxid geschah eher zufällig. Als Katalysatoren wurden zunächst kationische Palladiumkomplexe verwendet. Diese wurden aus Palladium(II)-acetat, Triphenylphosphan und einer Brønsted-Säure mit einem schwach koordinierenden Anion hergestellt. Drent fand 1982, dass durch den Austausch der Triphenylphosphan-Liganden mit dem Chelatliganden 1,3-Bis(diphenylphosphino)propan modifizierte Katalysatoren eine hohe Selektivität und Aktivität für die Herstellung eines perfekt alternierenden Ethen-Kohlenstoffmonoxid-Copolymers zeigten.

## Reaktionsmechanismus
Die Initiierung der Reaktion kann durch Methanolyse des Palladium(II)-Vorläufers erfolgen, wobei entweder ein Methoxid- oder ein Hydridkomplex entsteht. Die Beendigung erfolgt ebenfalls durch Methanolyse. Je nach dem Ende der wachsenden Polymerkette entsteht dabei entweder eine Ester- oder eine Ketonendgruppe, und die Palladiummethoxid- beziehungsweise -hydridkatalysatoren werden regeneriert.
Ein Mechanismus für die Fortpflanzung dieser Reaktion unter Verwendung eines Palladium(II)-Phenanthrolin-Katalysators wurde von Brookhart vorgeschlagen:
Polyketone zeichnen sich durch extrem geringe Defekte aus, das heißt, dass eine doppelte Ethylen- oder Carbonyleinlagerung nicht oder kaum stattfindet:
Die Aktivierungsbarriere für die Bildung von Doppelcarbonyl-Insertionen ist sehr hoch, so dass sie nicht auftreten. Die mechanistischen Studien von Brookhart zeigen, dass die Konzentration des Alkyl-Ethylen-Palladium-Komplexes, die erforderlich ist, um doppelte Ethylen-Insertionen zu erzeugen, an jedem beliebigen Punkt sehr niedrig ist:
Außerdem ist die Gibbs’sche Aktivierungsenergie der Alkyl-Ethylen-Insertion um 3 kcal/mol höher als die entsprechende Aktivierungsbarriere für die Alkyl-Kohlenstoffmonoxid-Insertion. Infolgedessen treten Defekte mit einer extrem niedrigen Rate auf.
Werden Palladium(II)-Präkatalysatoren mit einzähnigen Phosphinliganden in Methanol eingesetzt, entsteht ein relativ hoher Anteil an Methylpropionat. Bei der Verwendung von chelatbildenden Diphosphin-Liganden ist dieses Nebenprodukt dagegen nicht vorhanden. Diese Beobachtung lässt sich folgendermaßen erklären: Der Bis(phosphin)-Komplex kann eine cis-trans-Isomerisierung durchlaufen, um das sterisch bevorzugte trans-Isomer zu erhalten. Der Propionyl-Ligand befindet sich nun in trans-Stellung zur offenen Koordinationsstelle oder zum Ethylen-Liganden und ist nicht in der Lage, sich wandernd einzufügen. Stattdessen erfolgt eine Solvolyse durch Methanol, bei der das unerwünschte Methylpropionat als Nebenprodukt entsteht.